# Dinah
Pour les articles homonymes, voir Dinah (homonymie).

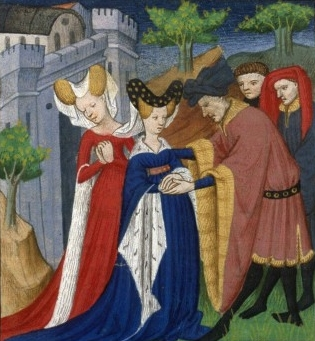
Enlèvement de Dinah.

Dinah (en hébreu : דינה, « jugée ») est la fille du patriarche Jacob et de Léa dans le livre de la Genèse. Elle est connue surtout par l'épisode biblique du « viol de Dinah » du chapitre 34 (Parasha Vayishla'h).

## Récit biblique

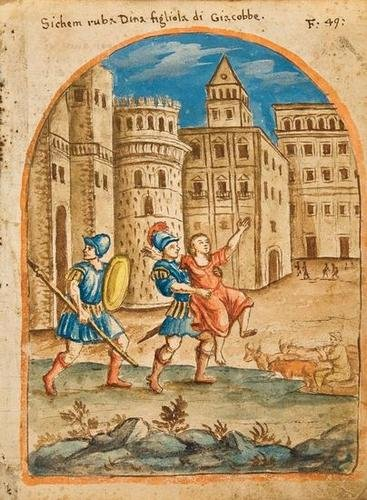
Peinture italienne anonyme représentant l'enlèvement de Dinah par Shechem.

Dinah naît (Genèse 30,21) après ses six frères : Ruben, Siméon, Lévi, Juda, Issachar et Zabulon.
Quand Jacob revient avec ses femmes et ses enfants au pays de Canaan après des années passées chez son oncle Laban, il achète un terrain (Genèse 33,19) dans la région de Sichem (Shechem en hébreu), pour s'y installer. Dinah est alors remarquée par Shechem, le fils du chef de la ville. Celui-ci l'enlève et la viole, tombe ensuite amoureux de la jeune fille qui resta chez lui, et demande à son père d'obtenir la main de Dinah auprès de Jacob.
Le chef hivite Hamor, père de Shechem, se rend chez Jacob et ses fils, outragés par le déshonneur de leur sœur, pour demander un mariage de Dinah et son fils et une alliance avec Israël. Les fils de Jacob exigent alors que tous les hommes de la ville soient circoncis pour que cette alliance puisse se faire. Hamor et son fils Shechem, très amoureux de Dinah, obtiennent la circoncision des citoyens de leur ville. 
Alors qu'ils sont tous convalescents au troisième jour qui suit leur circoncision, Siméon et Lévi se rendent à Sichem et passent tous les hommes de la ville au fil de l'épée. Puis ils pillent la ville et emmènent Dinah. Lévi tue Shechem puis Siméon met à mort Hamor.
Jacob en est contrarié et est obligé de quitter la région par peur de représailles. Il rappelle leur violence à Siméon et à Lévi jusque dans sa dernière bénédiction avant sa mort. Les fils lui répondent : « Devait-on traiter notre sœur comme une prostituée ? »
Dinah et le reste de la famille de Jacob vont ensuite en Égypte à l'invitation de Joseph.

## Commentaires
Le Midrash explique que Siméon et Lévi étaient âgés de 14 et 13 ans au moment de ces faits. La punition de Jacob fut que la Tribu de Lévi n'eut aucun territoire : seulement des villes de refuge dans la future Terre d'Israël après la conquête du pays de Canaan par Josué. Quant à la Tribu de Siméon, son territoire était restreint dans le désert de Judée et ils devinrent des enseignants itinérants parmi les autres tribus d'Israël.
Des midrashim,,, expliquent que Dinah enceinte de Shechem donne naissance à sa fille Asnath qui part pour l'Égypte où elle est adoptée par Potiphera, prêtre d'On, puis devient plus tard la femme de Joseph quand il fut emmené en Égypte. Il est peu probable qu'Asnath soit la fille de Dinah. Dinah a pris mari dans les coutumes hébraïques. Après la mort de Shechem, Dinah retourne dans sa famille avec Siméon qui l'épouse,,. Ensuite, Dinah divorce de Siméon et devient la seconde femme de Job le Husite habitant le pays de Hus dont elle a sept fils et trois filles,,,. Les trois dernières filles de Job s'appellent Yemima, Qetsia et Qérèn-Happouk.
Une autre version indique que Dinah enceinte de Shechem donne naissance à un fils nommé Shaoul qui est adopté par son frère Siméon,.
Hormis quelques citations de sa présence en qualité de fille de Léa et du patriarche Jacob, la Bible ne précise pas si Dinah a épousé quelque personne ou non, ce qui est possible. La Bible n'indique pas qu'elle soit restée dans le clan (tribu) d'un de ses frères, Siméon en l'occurrence.
Elle est citée parmi les 70 qui vinrent en Égypte avec Jacob et ses fils.

## À la télévision
Dinah est la narratrice et l'héroïne de la mini-série américaine The Red Tent (La Fille du désert)  diffusée pour la première fois en 2014.
Cette mini-série est une adaptation du roman The Red Tent (La Tente Rouge) d'Anita Diamant.